# 다윈 IV
다윈 IV(Darwin IV)는 다윈행성계에 있는 4번째 행성으로, 웨인 발로가 지은 책 엑스피디션과 이 책을 가지고 만든 다큐인 에일리언 플래닛에서 배경으로 나온 가상의 행성이다.

## 같이 보기
- 엑스피디션